# Пещера Трофонио
Пещера Трофонио (La grotta di Trofonio) — опера Антонио Сальери на либретто Джованни Баттиста Касти. Премьера оперы состоялась 12 октября 1785 года в Бургтеатре в Вене.

## Сюжет
Офелия и Дори влюблены в двух молодых людей, Артемидоро и Плистене, которые готовятся к свадьбе. Девушки выбрали себе парней по сходству характеров: философ Артемидор влюблён в серьёзную Офелию, а весёлый Плистене влюблён в Дори, всегда жизнерадостную. Однако однажды двое молодых людей случайно попадают в пещеру мага Трофонио, который меняет их характеры: Артемидоро сразу же начинает смеяться, а Плистене становится серьёзным. Офелия и Дори узнают об этом и приходят в замешательство. Аристон назначает дату свадьбы, но понимает, что произошло, и тщетно предлагает дочерям сменить мужей. Снова случайно двое молодых людей попадают в пещеру Трофонио, что заставляет их персонажей возвращаться к нормальному состоянию. Но на этот раз в пещеру входят две сестры, и их персонажи обмениваются: Офелия становится игривой, а Дори становится очень серьёзной. Аристон вызывает мага, который раскрывает магию своей пещеры, и следит за тем, чтобы девушки вернулись в нормальное состояние: в общем ликовании отмечаются браки между двумя парами.

## Влияние на культуру
По мнению американского музыковеда Джона Платова, «Вот этот сюжет с обменом партнера и повторяется в «Так поступают все женщины». Таким образом, в предположении, что, по крайней мере частично, идея в «Так поступают все женщины» заимствована из оперы Салиери «Пещера Трофонио», есть доля правды».

## Дискография
- 2005 - Olivier Lallouette (Aristone), Raffaella Milanesi (Ofelia), Marie Arnet (Dori), Nikolaï Schukoff (Artemidoro), Mario Cassi (Plistene), Carlo Lepore (Trofonio) - Direttore: Christophe Rousset - Orchestra: Les Talens Lyriques. Coro: Ópera de Lausanne - Registrazione dal vivo - Ambroisie AMB 9986[3]
- L'ouverture de La grotta di Trofonio è compresa in Salieri: Overtures, CD pubblicato da Naxos. Direttore Michael Dittrich; orchestra della Radio Slovacca.[4]